# (21290) Vydra
(21290) Vydra – planetoida z grupy pasa głównego asteroid okrążająca Słońce w ciągu 4 lat i 136 dni w średniej odległości 2,67 j.a. Została odkryta 9 listopada 1996 roku przez Miloša Tichego i Zdenka Moravca. Przed nadaniem nazwy planetoida nosiła oznaczenie tymczasowe (21290) 1996 VR1.